# Bittersweet (SKULL CANDYのアルバム)
『bittersweet』（ビタースウィート）は、SKULL CANDYのミニアルバム。

## 概要
嫌嫌嫌（いやいやいや）と読む「×　×　×」は、いろんな事が嫌になった等身大の女子の歌を歌ったものである。また、この楽曲のプロモーションビデオが制作されている。

## 収録曲
1. Inst
2. ロックスター
3. ルルラ
4. YEAH!!YEAH!!YEAH!!
5. ショコラ
6. 星の砂

作詞：TATSUYA(#2 - 5)、MAKI(#6, 7)
作曲：TATSUYA(#1 - 6)、GEORGE(#7)
編曲：SKULL CANDY(#ALL)